# Харовський район
Харовський район (рос. Харовский район) — муніципальне утворення у Вологодській області Росії. Районний центр - місто Харовськ.

## Географія
Знаходиться на півночі Вологодської області. Площа району - 3560 км². Основні річки - Кубена, Сить та їх притоки.

## Населення
Населення - 14 456 осіб (2017 рік).